# Еленски рог
Еленските рога са обикновено големи и сложни костни израстъци на главите на почти всички видове елени, най-вече на мъжките представители, като изключение е женският северен елен, който притежава рога. Всеки рог започва началото си от черепа на елена, от точка наречена стъбълце. Докато един еленов рог нараства, той е покрит с кожа, изградена от множество кръвоносни съдове и наричана кадифе, с което се осигурява кислород и хранителни вещества към нарастващата кост. При растежа върхът първоначално е хрущял, който се заменя с костна тъкан. След достигане на пълния размер на растежа на костта за годината (в края на лятото), кадифето изсъхва и пада. Тъй като не се доставя кислород и хранителни вещества, еленските рога стават мъртва тъкан и остават с открито костно вещество. Такава мъртва костна структура е зрял рог. Елените сменят рогата си всяка година след брачният сезон. В резултат на бързата скорост на растеж на еленовите рога, в значителна степен това е пречка за животното, тъй като са необходими голямо количество хранителни вещества, за да израснат рогата отново.
Въпреки че рогата се регенерират всяка година, техният размер ежегодно е променлив и варира в зависимост от възрастта на животното. Като правило независимо от това, еленовите рога непрекъснато се увеличават в продължение на няколко години до достигане на максимален размер. Те са характерен показател като вторичен полов белег на мъжките животни. Някои екваториални видове елени никога не хвърлят рогата си.
Еленските рога изглежда действат, като големи слухови апарати. Този ефект е открит от изследователите Джордж и Питър Бубеник, които публикуват откритието си в Европейския вестник за дивата природа през март 2008 г. (European Journal of Wildlife) . Лосът (от семейство Еленови) с рога има много по-чувствителен слух от лос, без рога. Братята Бубеник изследвали рогата на елените с изкуствени уши, потвърждавайки, че еленският рог притежава функцията на параболичен рефлектор.

## Употреба
Тъй, като елените сменят рогата си всяка година, еленските рога често са събрани от занаятчии. Наречени паднали рога, те са използвани от векове от човечеството, като инструменти, играчки и за украшение. Събрани докато са още в етап растеж, еленските рога и рогата на лоса, често се използват, като хранителна добавка или алтернативни лекарствени медикаменти в Азия. На практика това датира от над 2000 години.

## Примери за различните видове рога
- Ирландски Елк
- Лосът Лучник от фермата за лосове в гр. Кострома, Русия
- Северен елен/Карибу
- Благороден елен
- Бял-опашат елен
- Елен лопатар
- Елк/Wapiti
- Pudú
- Елен в началото на сезона
- Черноопашат елен с липсващ рог
- Индийски елен